# Majaba
Majaba är ett periodiskt vattendrag i Burundi.   Det ligger i provinsen Makamba, i den södra delen av landet, 120 kilometer sydost om huvudstaden Bujumbura.
I omgivningarna runt Majaba växer huvudsakligen savannskog. Runt Majaba är det ganska tätbefolkat, med 80 invånare per kvadratkilometer.